# スティーブン・ノゴセク
スティーブン・ジェームズ・ノゴセク（Stephen James Nogosek, 1995年1月11日 - ）は、アメリカ合衆国カリフォルニア州プレイサー郡ローズビル出身のプロ野球選手（投手）。右投右打。MLBのカンザスシティ・ロイヤルズ傘下所属。

## 経歴

### プロ入りとレッドソックス傘下時代
2016年のMLBドラフト6巡目（全体178位）でボストン・レッドソックスから指名され、プロ入り。契約後、傘下のA-級ローウェル・スピナーズでプロデビュー。A級グリーンビル・ドライブでもプレーし、2球団合計で20試合に登板して1勝2敗2セーブ、防御率3.62、31奪三振を記録した。
2017年はA級グリーンビルとA+級セイラム・レッドソックスでプレーした。

### メッツ時代
2017年7月31日にアディソン・リードとのトレードで、ヘルソン・バティスタ、ジェイミー・カラハンと共にニューヨーク・メッツへ移籍した。移籍後は傘下のA+級セントルーシー・メッツでプレーし、移籍前を含めた3球団合計で45試合に登板して5勝5敗19セーブ、防御率3.52、78奪三振を記録した。
2018年はA+級セントルーシーとAA級ビンガムトン・ランブルポニーズでプレーし、2球団合計で39試合に登板して1勝1敗1セーブ、防御率4.99、58奪三振を記録した。オフにはアリゾナ・フォールリーグに参加し、スコッツデール・スコーピオンズに所属した。
2019年はAA級ビンガムトンで開幕を迎えた。AAA級シラキュース・メッツを経て6月18日にメジャー契約を結んでアクティブ・ロースター入りし、翌19日のアトランタ・ブレーブス戦でメジャーデビュー。この年メジャーでは7試合に登板して0勝1敗、防御率10.80、6奪三振を記録した。オフの12月16日にDFAとなり、20日にマイナー契約でAAA級シラキュースへ配属された。
2020年は新型コロナウイルスの影響でマイナーリーグの試合が開催されず、メジャーにも昇格しなかったため、公式戦の登板は無かった。
2021年は5月のマイナーリーグ開幕からAAA級シラキュースでプレーし、7月19日にメジャー契約を結んでアクティブ・ロースター入りした。
2023年6月9日にDFAとなり、14日にFAとなった。

### ダイヤモンドバックス傘下時代
2023年6月20日にアリゾナ・ダイヤモンドバックスとマイナー契約を結び、同日中にAAA級リノ・エーシズに配属されたが、メジャーに昇格することはなく、オフの11月6日にFAとなった。

### ナショナルズ傘下時代
2024年2月6日にワシントン・ナショナルズとマイナー契約を結んだ。開幕後はAAA級ロチェスター・レッドウィングスで11試合（15.2イニング）に登板したが、1勝2敗、防御率9.77、被本塁打5、与四球18と結果を残せず、5月24日に自由契約となった。

### 独立リーグ時代
2024年5月31日にアトランティックリーグのランカスター・ストーマーズと契約したが、オフに自由契約となった。

### ロイヤルズ傘下時代
2025年2月1日にリーガ・メヒカーナ・デ・ベイスボル（メキシカンリーグ）のメキシコシティ・レッドデビルズと契約を結んだが、5月6日に自由契約となり、翌7日にカンザスシティ・ロイヤルズとマイナー契約を結んでAAA級オマハ・ストームチェイサーズに配属された。

## 投球スタイル
最速97mph（約156.1km/h）の速球とスライダーが投球の約9割を占める。

## 詳細情報

### 年度別投手成績
| 年 度    | 球 団    | 登 板 | 先 発 | 完 投 | 完 封 | 無 四 球 | 勝 利 | 敗 戦 | セ 丨 ブ | ホ 丨 ル ド | 勝 率 | 打 者 | 投 球 回 | 被 安 打 | 被 本 塁 打 | 与 四 球 | 敬 遠 | 与 死 球 | 奪 三 振 | 暴 投 | ボ 丨 ク | 失 点 | 自 責 点 | 防 御 率 | W H I P |
| -------- | -------- | ----- | ----- | ----- | ----- | -------- | ----- | ----- | -------- | ----------- | ----- | ----- | -------- | -------- | ----------- | -------- | ----- | -------- | -------- | ----- | -------- | ----- | -------- | -------- | ------- |
| 2019     | NYM      | 7     | 0     | 0     | 0     | 0        | 0     | 1     | 0        | 0           | .000  | 34    | 6.2      | 12       | 2           | 2        | 0     | 0        | 6        | 0     | 0        | 8     | 8        | 10.80    | 2.10    |
| 2021     | NYM      | 1     | 0     | 0     | 0     | 0        | 0     | 1     | 0        | 0           | .000  | 12    | 3.0      | 3        | 2           | 0        | 0     | 0        | 5        | 0     | 0        | 2     | 2        | 6.00     | 1.00    |
| 2022     | NYM      | 12    | 0     | 0     | 0     | 0        | 1     | 1     | 0        | 0           | .500  | 95    | 22.0     | 20       | 4           | 7        | 0     | 1        | 21       | 1     | 0        | 10    | 6        | 2.45     | 1.23    |
| 2023     | NYM      | 13    | 0     | 0     | 0     | 0        | 0     | 1     | 0        | 0           | .000  | 118   | 25.2     | 28       | 6           | 14       | 0     | 2        | 25       | 2     | 0        | 16    | 16       | 5.61     | 1.64    |
| MLB：4年 | MLB：4年 | 33    | 0     | 0     | 0     | 0        | 1     | 4     | 0        | 0           | .200  | 259   | 57.1     | 63       | 14          | 23       | 0     | 3        | 57       | 3     | 0        | 36    | 32       | 5.02     | 1.50    |

- 2024年度シーズン終了時

### 年度別守備成績
| 年 度 | 球 団 | 投手（P） | 投手（P） | 投手（P） | 投手（P） | 投手（P） | 投手（P） |
| 年 度 | 球 団 | 試 合     | 刺 殺     | 補 殺     | 失 策     | 併 殺     | 守 備 率  |
| ----- | ----- | --------- | --------- | --------- | --------- | --------- | --------- |
| 2019  | NYM   | 7         | 1         | 0         | 0         | 0         | 1.000     |
| MLB   | MLB   | 7         | 1         | 0         | 0         | 0         | 1.000     |

- 2020年度シーズン終了時

### 背番号
- 72（2019年）
- 85（2021年 - 2023年）